# Saint-Symphorien (Eure)
Saint-Symphorien és un municipi francès situat al departament de l'Eure i a la regió de Normandia. L'any 2007 tenia 372 habitants.

## Demografia

### Població
El 2007 la població de fet de Saint-Symphorien era de 372 persones. Hi havia 140 famílies de les quals 25 eren unipersonals (8 homes vivint sols i 17 dones vivint soles), 47 parelles sense fills, 51 parelles amb fills i 17 famílies monoparentals amb fills.
La població ha evolucionat segons el següent gràfic:
Habitants censats

### Habitatges
El 2007 hi havia 173 habitatges, 142 eren l'habitatge principal de la família, 26 eren segones residències i 5 estaven desocupats. Tots els 173 habitatges eren cases. Dels 142 habitatges principals, 121 estaven ocupats pels seus propietaris, 17 estaven llogats i ocupats pels llogaters i 4 estaven cedits a títol gratuït; 3 tenien dues cambres, 24 en tenien tres, 41 en tenien quatre i 73 en tenien cinc o més. 133 habitatges disposaven pel capbaix d'una plaça de pàrquing. A 72 habitatges hi havia un automòbil i a 61 n'hi havia dos o més.

### Piràmide de població
La piràmide de població per edats i sexe el 2009 era:
| Homes | Edats   | Dones |
| ----- | ------- | ----- |
| 0     | 95 o +  | 4     |
| 0     | 90 a 94 | 0     |
| 0     | 85 a 89 | 0     |
| 0     | 80 a 84 | 4     |
| 4     | 75 a 79 | 0     |
| 4     | 70 a 74 | 4     |
| 4     | 65 a 69 | 4     |
| 8     | 60 a 64 | 12    |
| 4     | 55 a 59 | 4     |
| 20    | 50 a 54 | 8     |
| 16    | 45 a 49 | 20    |
| 16    | 40 a 44 | 12    |
| 24    | 35 a 39 | 8     |
| 8     | 30 a 34 | 28    |
| 4     | 25 a 29 | 0     |
| 12    | 20 a 24 | 12    |
| 12    | 15 a 19 | 16    |
| 12    | 10 a 14 | 16    |
| 16    | 5 a 9   | 4     |
| 8     | 0 a 4   | 4     |

## Economia
El 2007 la població en edat de treballar era de 255 persones, 191 eren actives i 64 eren inactives. De les 191 persones actives 162 estaven ocupades (94 homes i 68 dones) i 29 estaven aturades (11 homes i 18 dones). De les 64 persones inactives 26 estaven jubilades, 17 estaven estudiant i 21 estaven classificades com a «altres inactius».

### Ingressos
El 2009 a Saint-Symphorien hi havia 153 unitats fiscals que integraven 399 persones, la mediana anual d'ingressos fiscals per persona era de 17.687 €.

### Activitats econòmiques
Dels 11 establiments que hi havia el 2007, 4 eren d'empreses de construcció, 2 d'empreses de transport, 1 d'una empresa d'hostatgeria i restauració, 3 d'empreses de serveis i 1 d'una empresa classificada com a «altres activitats de serveis».
Dels 5 establiments de servei als particulars que hi havia el 2009, 1 era un taller de reparació d'automòbils i de material agrícola, 2 fusteries, 1 electricista i 1 perruqueria.
L'any 2000 a Saint-Symphorien hi havia 13 explotacions agrícoles que ocupaven un total de 332 hectàrees.

## Equipaments sanitaris i escolars
El 2009 hi havia una escola elemental integrada dins d'un grup escolar amb les comunes properes formant una escola dispersa.

## Poblacions més properes
El següent diagrama mostra les poblacions més properes.